# Джонатан Чик
Джонатан Чик (кит.: 戚其義; англ. Jonathan Chik) — гонконзький телевізійний продюсер TVB.

## Фільмографія
| Рік         | Оригінальна назва | Назва англійською           | Назва українською               | Примітки |
| ----------- | ----------------- | --------------------------- | ------------------------------- | -------- |
| 1995        | O記實錄           | The Criminal Investigator   | Кримінальний розслідувач        | продюсер |
| 1996        | 天地男兒          | Cold Blood, Warm Heart      | Холодна кров, гаряче серце      | продюсер |
| 1996        | O記實錄II         | The Criminal Investigator 2 | Кримінальний розслідувач 2      | продюсер |
| 1998        | 天地豪情          | Secret of the Heart         | Таємниця серця                  | продюсер |
| 1999        | 先生貴性          | Feminine Masculinity        | Жіноче мужності                 | продюсер |
| 1999 — 2000 | 創世紀            | At the Threshold of an Era  | На порозі ери                   | продюсер |
| 2000 — 2001 | 妙手仁心II        | Healing Hands II            | Зцілення руками II              | продюсер |
| 2002        | 談談情·練練武     | Fight For Love              | Боротьба за любов               | продюсер |
| 2004        | 血薦軒轅          | Blade Heart                 | Лезо серця                      | продюсер |
| 2004        | 金枝慾孽          | War and Beauty              | Війна і краси                   | продюсер |
| 2005        | 妙手仁心III       | Healing Hands III           | Зцілення руками III             | продюсер |
| 2006        | 火舞黃沙          | The Dance of Passion        | Танець пристрасті               | продюсер |
| 2006        | 刑事情報科        | C.I.B. Files                | Файли C.I.B.                    | продюсер |
| 2008 — 2009 | 珠光寶氣          | The Gem of Life             | Перлина життя                   | продюсер |
| 2010        | 飛女正傳          | Fly With Me                 | Лети зі мною                    | продюсер |
| 2011 — 2012 | 天與地            | When Heaven Burns           | Коли небо опіки                 | продюсер |
| 2012        | 4 in Love         | Let It Be Love              | 4 в любові: нехай це буде любов | продюсер |
| 2012        | 心戰              | Master of Play              | Майстер гри                     | продюсер |
| 2013        | 金枝慾孽（貳）    | Beauty at War               | Краса на війні                  | продюсер |